# Bodotria platybasis
Bodotria platybasis är en kräftdjursart som beskrevs av Radhadevi och Kurian 1981. Bodotria platybasis ingår i släktet Bodotria och familjen Bodotriidae. Inga underarter finns listade i Catalogue of Life.